# Al-Abbada
Al-Abbada (arab. العبادة) – miejscowość w Syrii, w muhafazie Damaszek. W 2004 roku liczyła 6385 mieszkańców.